# Salentino (Acquaviva delle Fonti)
Salentino (Saldìne, AFI: [salˈdiːnə], in dialetto locale) è una contrada del comune di Acquaviva delle Fonti, nella città metropolitana di Bari.

## Origine del nome
Secondo una prima ipotesi il nome di Salentino deriverebbe dalla parola latina saltus, ovvero "regione boscosa", data la passata presenza in questo territorio di boschi, di cui oggi rimangono solo alcuni lembi come Bosco La Vecchiaia.
Secondo una seconda ipotesi il nome Salentino deriverebbe dalla radice dauna sal, che significa "palude". La presenza di un'antica palude è testimoniata dai livelli di argilla, sabbia e torba presenti nel territorio di Salentino, nella zona che attualmente corrisponde alla falda acquifera superficiale.

## Monumenti e luoghi d'interesse

### Architetture religiose

#### Chiesa di Santa Maria dei Salentini
La chiesa di Santa Maria dei Salentini (oggi abitazione privata), composta da un'unica stanza, si tratta probabilmente del transetto di una chiesa più grande. Questo è intuibile dalla anomala posizione dell'abside (sul lato sinistro) e dalla presenza di tre archi nella parete destra. I suddetti archi probabilmente collegavano l'attuale struttura a tre non più esistenti navate.
L'ex chiesa possiede un campanile a vela e all'interno era decorata con affreschi.

### Siti archeologici

#### Zona archeologica di Salentino
La zona archeologica di Salentino è il sito archeologico corrispondente a uno dei centri urbani predecessori di Acquaviva delle Fonti.
La sua scoperta avvenne durante la costruzione di un serbatoio dell'Acquedotto pugliese e in seguito furono effettuati degli scavi in tre campagne.
La più antica frequentazione del luogo risale all'età del Bronzo. Il villaggio raggiunge la massima espansione tra il VI e il IV secolo a.C., allorché al centro abitato si aggiunse una necropoli.